# 錫莫河

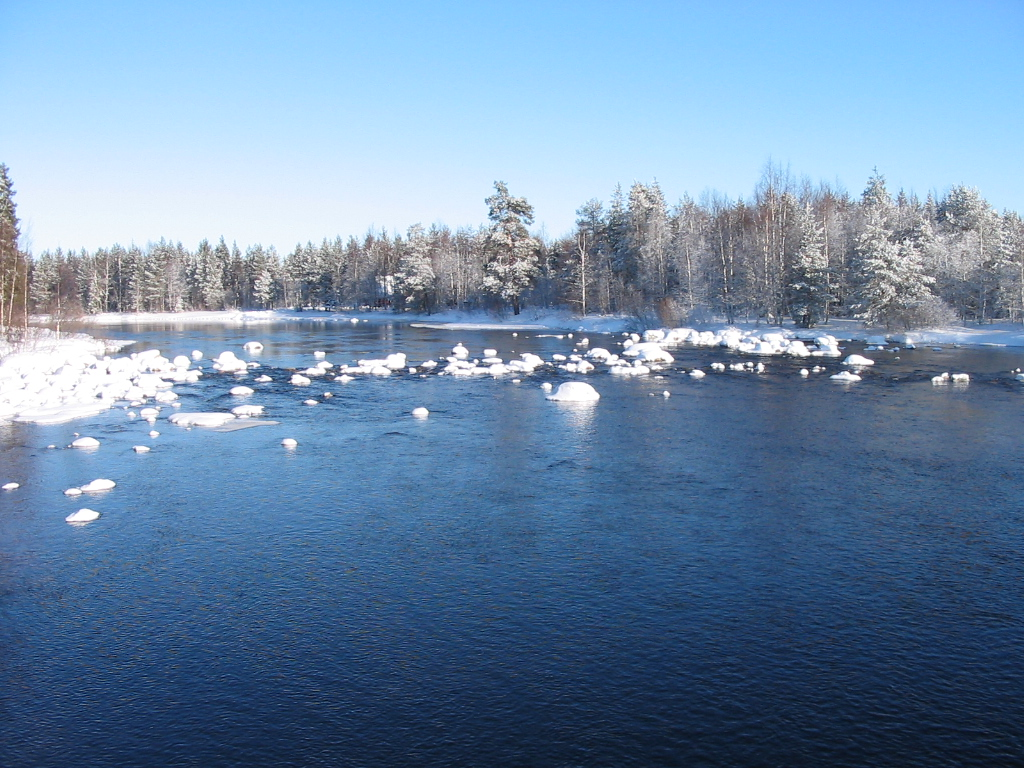

錫莫河（芬蘭語：Simojoki）是芬蘭拉普蘭區的河流，發源自錫莫湖，最終注入波的尼亞灣，河道全長193公里，是該國第十長河流，流域面積3,160平方公里。